# Oroszország gazdasága
Oroszország gazdasága magas jövedelmű, vegyes gazdasági szerkezettel rendelkező gazdaság, amelyben állami tulajdonban vannak a gazdaság stratégiai ágazatai. Az 1990-es években végrehajtott piaci reformok nyomán az orosz ipar és mezőgazdaság jelentős része magánkézbe került, ugyanakkor az energiaipar és a védelmi ipar továbbra is állami kezekben maradt.

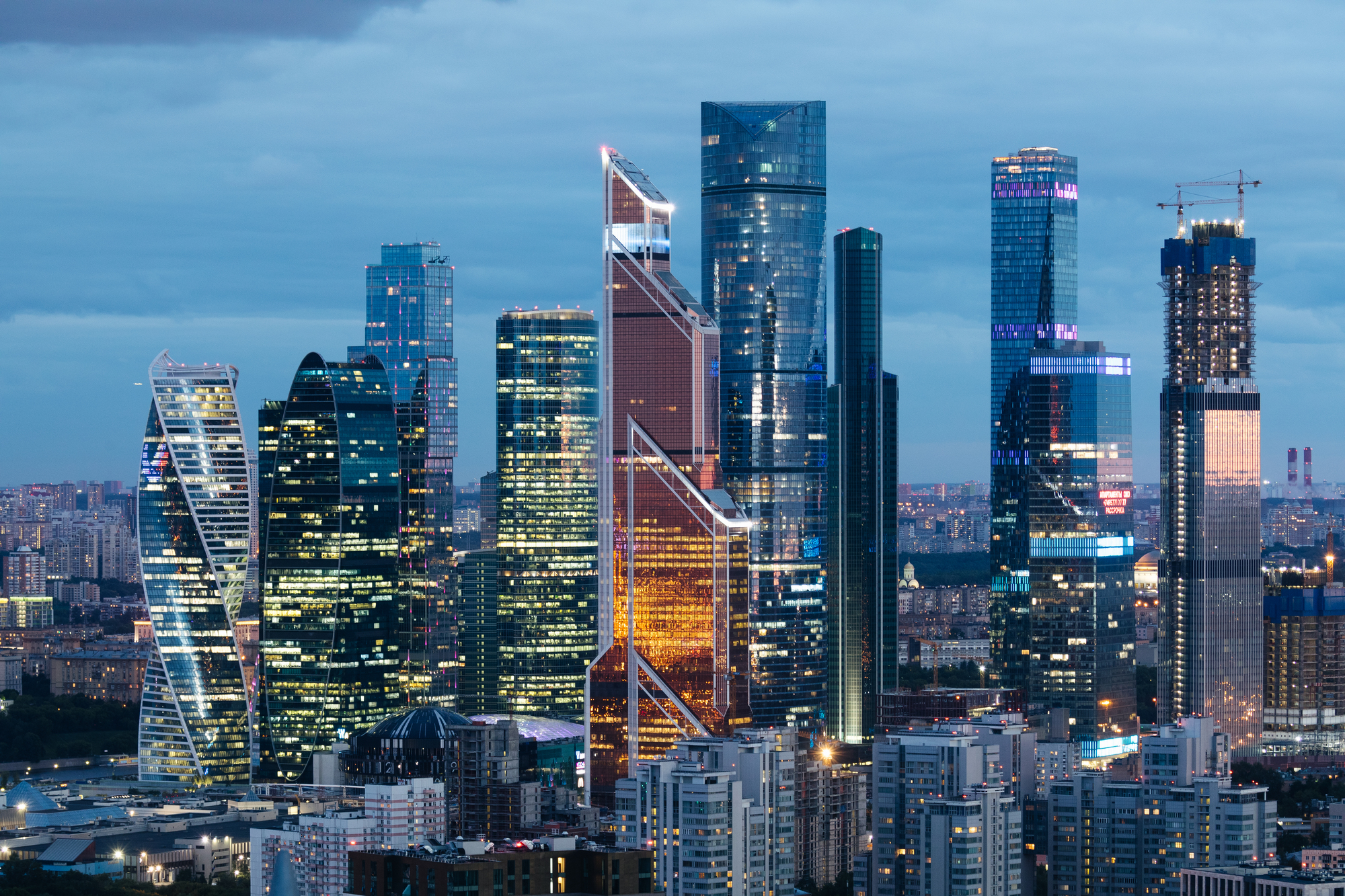
Moszkva üzleti negyede éjjel

Oroszország gazdasága szokatlan abból a szempontból a világ vezető gazdaságai között, hogy gazdasági növekedését elsősorban az energiaipar bővülése határozza meg. Az ország természeti erőforrásokban igen gazdag állam. Ide értendő földgáz- és kőolajvagyona, nemesfémkészletei, melyek az orosz export döntő többségét teszik ki. 2012-ben a kőolaj- és a gázszektor az ország éves GDP-jének mintegy 16 százalékát tette ki, valamint a szövetségi költségvetés 52 százalékát és az ország exportjának több, mint 70 százalékát alkotta.
Oroszország nagy és bonyolult fegyveriparral rendelkezik, amely alapján képes csúcsminőségű katonai technológiákat kifejleszteni és gyártani, ide értve az ötödik generációs vadászrepülőgépeket példának okáért.
2022-ben Oroszország gazdasága a nominális GDP-t tekintve a 8. helyen állt a világon.  Az orosz-ukrán háború hatása miatt 2025-re várhatóan a 11. helyre csúszik vissza, Brazília mögé.
Az országban a háztartások által birtokolt pénzügyi eszközök 35 százaléka mintegy 110 befolyásos személy tulajdonában van. A Forbes magazin 2008 óta több alkalommal is Moszkvát a "milliárdosok fővárosának" titulálta. Világszinten 2024-ben az ország a milliárdosok számát tekintve az 5. helyen állt.

## Történet

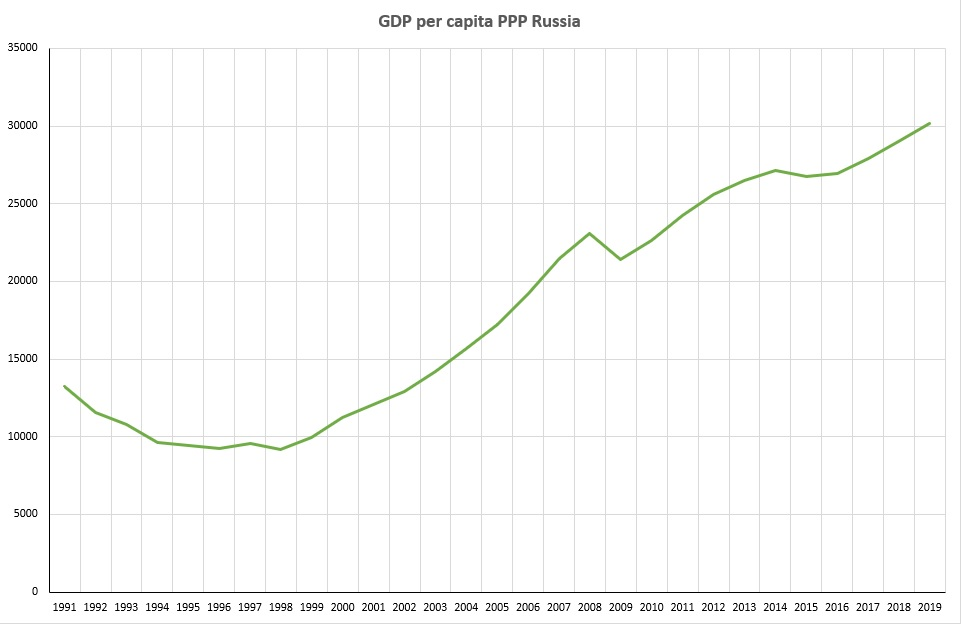
Az orosz GDP/fő (PPP) változása 1991 után

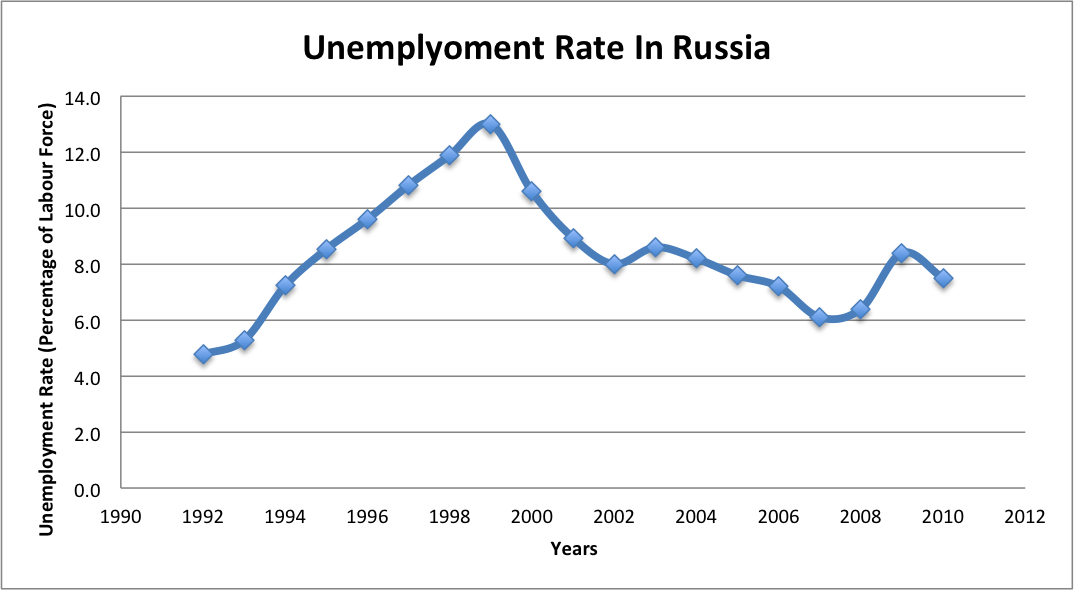
A munkanélküliségi ráta alakulása a SZU felbomlása után

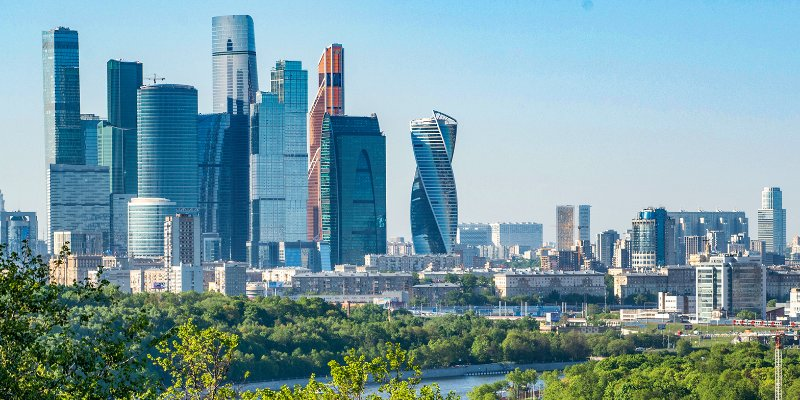
„Moszkva-City”, Moszkva nemzetközi üzleti központja. Moszkva egyike a világ legdrágább városainak.

Oroszország a Szovjetunió összeomlása óta jelentős változásokon ment keresztül, a központilag tervezett gazdaságból a piaci alapú rendszer felé haladva. Az 1990-es években az ország gazdasága mély recessziót élt át, amelyet az infláció megugrása, a beruházások csökkenése, az áruhiány, a külső adósság növekedése, a háztartások jövedelmének csökkenése és sok más negatív jelenség kísért. A végrehajtott gazdasági reformok privatizálták a legtöbb iparágat, az energia, a közlekedés, a banki és a védelmi ágazatok kivételével. A tulajdonjogok védelme azonban továbbra is gyenge, és az állam továbbra is beavatkozik a magánszektor szabad működésébe.
A világ egyik vezető kőolaj- és földgáztermelője lett és emellett olyan fémek legnagyobb exportőre, mint az acél és az alumínium. 2012-ben a kőolaj- és a gázszektor az ország éves GDP-jének mintegy 16 százalékát tette ki, valamint a szövetségi költségvetés 52 százalékát és az ország exportjának több mint 70 százalékát adta. A 21. század elején az orosz energiaexport az életszínvonal gyors emelkedéséhez járult hozzá.
Az ország gazdasága, amelynek átlagosan 7% -os növekedése volt az 1998–2008-as időszakban, miközben az olajárak gyorsan emelkedtek, a 2010-es években csökkenő növekedési ütemet látott.
Az ország nagymértékben függ a nyersanyagárak mozgásától.
A csökkenő olajárak, a nemzetközi szankciók és egyéb tényezők kombinációja Oroszországot mély recesszióba taszította 2015-ben, a GDP akkor több mint 2%-kal esett vissza. A visszaesés 2016-ig folytatódott, majd újra növekvő pályára állt a gazdaság, egészen a 2020-as Covid19-pandémia miatt a korlátozások okozta gazdasági visszaesésig.
Ukrajna 2022-es orosz invázióját követően az ország számos szankcióval és bojkottal szembesült a nyugati világ és szövetségesei részéről. Az Európai Újjáépítési és Fejlesztési Bank becslése szerint a szankciók által okozott kár "az 1970-es évek eleje óta a legnagyobb sokkot" váltotta ki, és 2022-ben 10%-kal fogta vissza Oroszország gazdasági teljesítményét. Ennek ellenére a Világbank szerint Oroszország magas jövedelmű ország lett két évvel a szankciók bevezetése után.

## Gazdasági adatok
Oroszország gazdasági adatai 2010-2025 között:

| Év             | GDP (milliárd US$ PPP) | GDP per fő (US$ PPP) | GDP (milliárd US$ nominális) | GDP per fő (US$ nominális) | GDP növekedés (reál) | Infláció | Munkanélküliség | Államadósság (GDP %-ban) |
| -------------- | ---------------------- | -------------------- | ---------------------------- | -------------------------- | -------------------- | -------- | --------------- | ------------------------ |
| 2010           | 3,076.938              | 21,539.793           | 1,633.111                    | 11,432.428                 | 4.512%               | 6.8%     | 7.4%            | 10.105%                  |
| 2011           | 3,265.874              | 22,835.402           | 2,046.621                    | 14,310.233                 | 3.995%               | 8.4%     | 6.5%            | 10.340%                  |
| 2012           | 3,460.550              | 24,135.854           | 2,191.486                    | 15,284.673                 | 4.024%               | 5.1%     | 5.5%            | 11.167%                  |
| 2013           | 3,581.230              | 24,903.206           | 2,288.428                    | 15,913.302                 | 1.755%               | 6.8%     | 5.5%            | 12.348%                  |
| 2014           | 3,670.432              | 25,052.774           | 2,048.837                    | 13,984.474                 | 0.736%               | 7.8%     | 5.2%            | 15.136%                  |
| 2015           | 3,631.416              | 24,709.731           | 1,356.703                    | 9,231.599                  | -1.973%              | 15.5%    | 5.6%            | 15.286%                  |
| 2016           | 3,673.023              | 24,921.954           | 1,280.648                    | 8,689.368                  | 0.194%               | 7.0%     | 5.5%            | 14.849%                  |
| 2017           | 3,807.099              | 25,777.812           | 1,575.140                    | 10,665.247                 | 1.827%               | 3.7%     | 5.2%            | 14.311%                  |
| 2018           | 4,205.230              | 28,448.510           | 1,653.005                    | 11,182.629                 | 2.806%               | 2.9%     | 4.8%            | 13.620%                  |
| 2019           | 4,579.554              | 30,963.855           | 1,695.724                    | 11,465.343                 | 2.198%               | 4.470%   | 4.600%          | 13.748%                  |
| 2020           | 4,651.430              | 31,490.712           | 1,488.118                    | 10,074.726                 | -2.654%              | 3.382%   | 5.767%          | 19.156%                  |
| 2021           | 5,732.444              | 38,938.470           | 1,843.130                    | 12,519.735                 | 5.867%               | 6.694%   | 4.833%          | 16.397%                  |
| 2022           | 6,064.551              | 41,335.869           | 2,269.899                    | 15,471.593                 | -1.247%              | 13.750%  | 3.950%          | 18.510%                  |
| 2023           | 6,512.069              | 44,512.053           | 2,009.959                    | 13,738.704                 | 3.649%               | 5.859%   | 3.167%          | 19.546%                  |
| 2024* (becsl.) | 6,909.381              | 47,298.706           | 2,184.316                    | 14,952.904                 | 3.625%               | 7.861%   | 2.600%          | 19.870%                  |
| 2025* (becsl.) | 7,129.670              | 48,956.824           | 2,195.708                    | 15,077.117                 | 1.347%               | 5.915%   | 3.004%          | 20.412%                  |

## Ágazatok

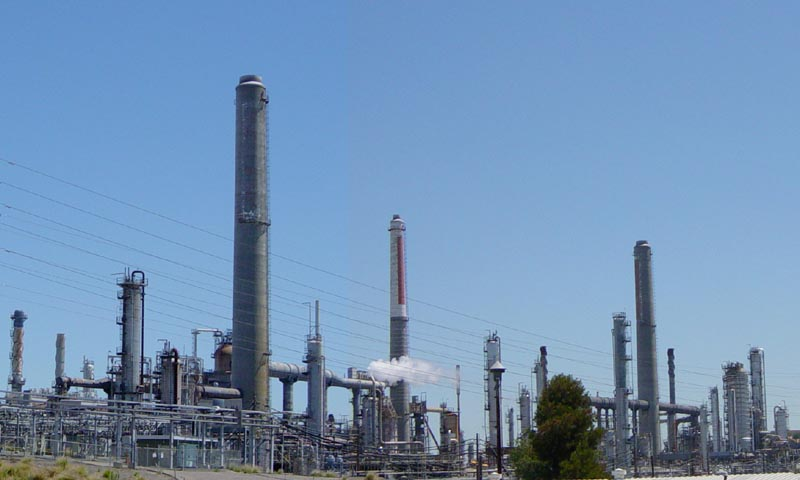
Oroszország 2020 táján a világ legnagyobb kőolaj-kitermelője és 2. legfontosabb exportőre

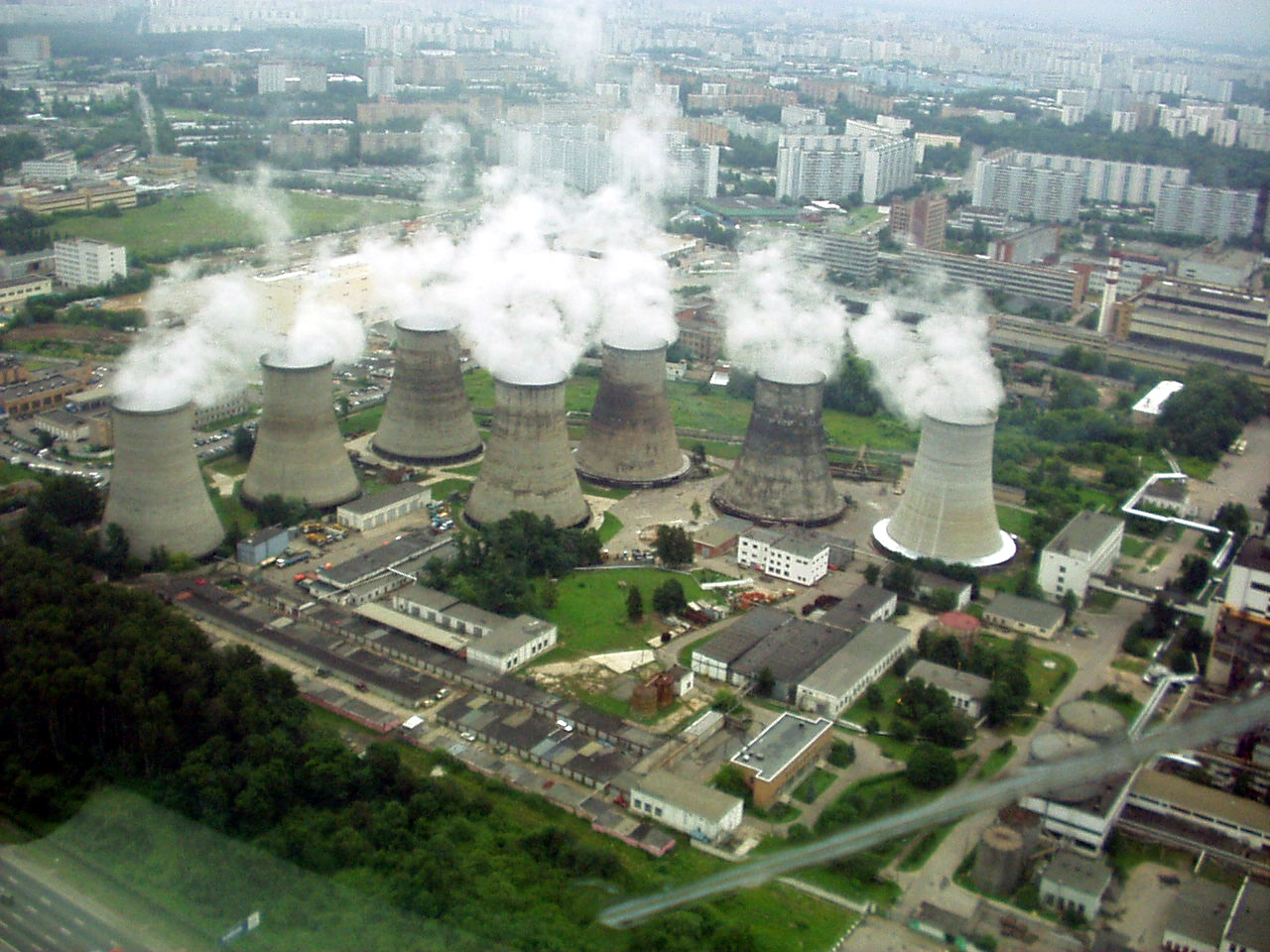
Hőerőmű Moszkva közelében

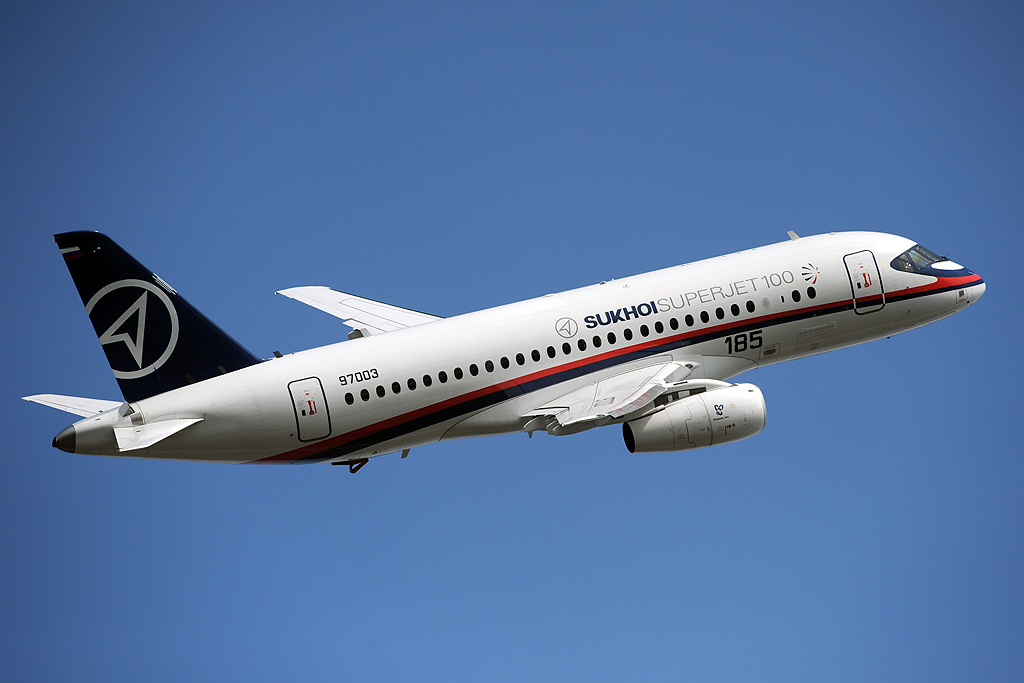
Szuhoj Superjet 100 orosz gyártmányú utasszállító repülőgép

#### Mezőgazdaság
- Termesztett növények: gabona, napraforgó, burgonya, zöldségek, kender, szója, földimogyoró, mustármag, dohány.
- Tenyésztett állatok: szarvasmarha, sertés, juh, kecske. A méhészet elterjedt a déli területeken. Fontos ágazat a halászat.

#### Ipar
Az ipar jelentősebb ágazatai a vas-, alumínium- és színesfémkohászat, acélgyártás, gépgyártás, járműgyártás, kőolaj-feldolgozás, vegyipar, építőipar, fa- és papíripar, textilipar és élelmiszeripar.

#### Bányászat
Oroszország fűtőanyagtermelése nagymértékű:
- Kőszén: a Föld szénkészletének nagy része az országból származik. Legnagyobb szénmedencéi: Kuznyecki szénmedence, Pecsorai szénmedence, Irkutszki szénmedence, Kanszk-acsinszki-szénmedence (Cseremhovo), Moszkvai barnaszénmedence.
- Kőolajmezők: készleteit tekintve a világon a leggazdagabb. A kitermelés területei: Közép-Volga melléke, Baskíria, Kaukázus előtere – Groznij és Majkop, Szahalin, kőolajfinomítás: Omszk, Perm, Volga melléke, Nyizsnyij Novgorod.
- Földgázmezők: a világ legjelentősebb készletei, előfordulása: Volga-vidék, Észak-Kaukázus, Közép-Ázsia.
- Földgázvezetékek: Szaratov-Moszkva, Dasava-Brjanszk-Moszkva, Tula-Moszkva, Omszk-Novoszibirszk.
- Tőzegkitermelés: Szentpétervár, Moszkva, Kalinyin.

#### Energiatermelés
- Nagyobb hőerőművek: Szurgut, Reftyinszkij, Kosztroma, Rjazany.
- Nagyobb vízerőművek: Bratszk, Szamara, Volzsszk, Csajkovszkij, Bogorodszkoe, Zeja, Krasznojarszk, Naberezsnije Cselni, Szaratov.
- Nagyobb atomerőművek: Balakovo, Kurszk, Szosznovij Bor.

Energiatermelés megoszlása

2016-17-es adatok alapján:
- Hőenergia: ~ 68%
- Vízenergia: ~ 21%
- Atomenergia: ~ 11%
- Egyéb, megújuló energiaforrás: ~ 1%

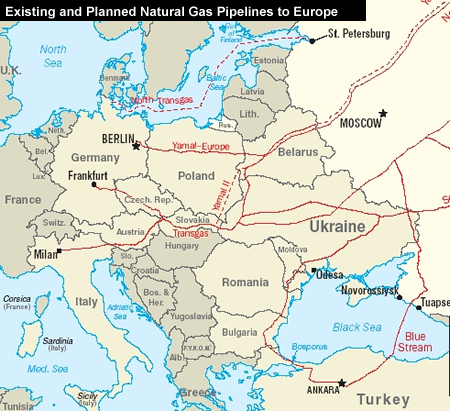
Oroszországból jövő létező és tervezett főbb gázvezetékek

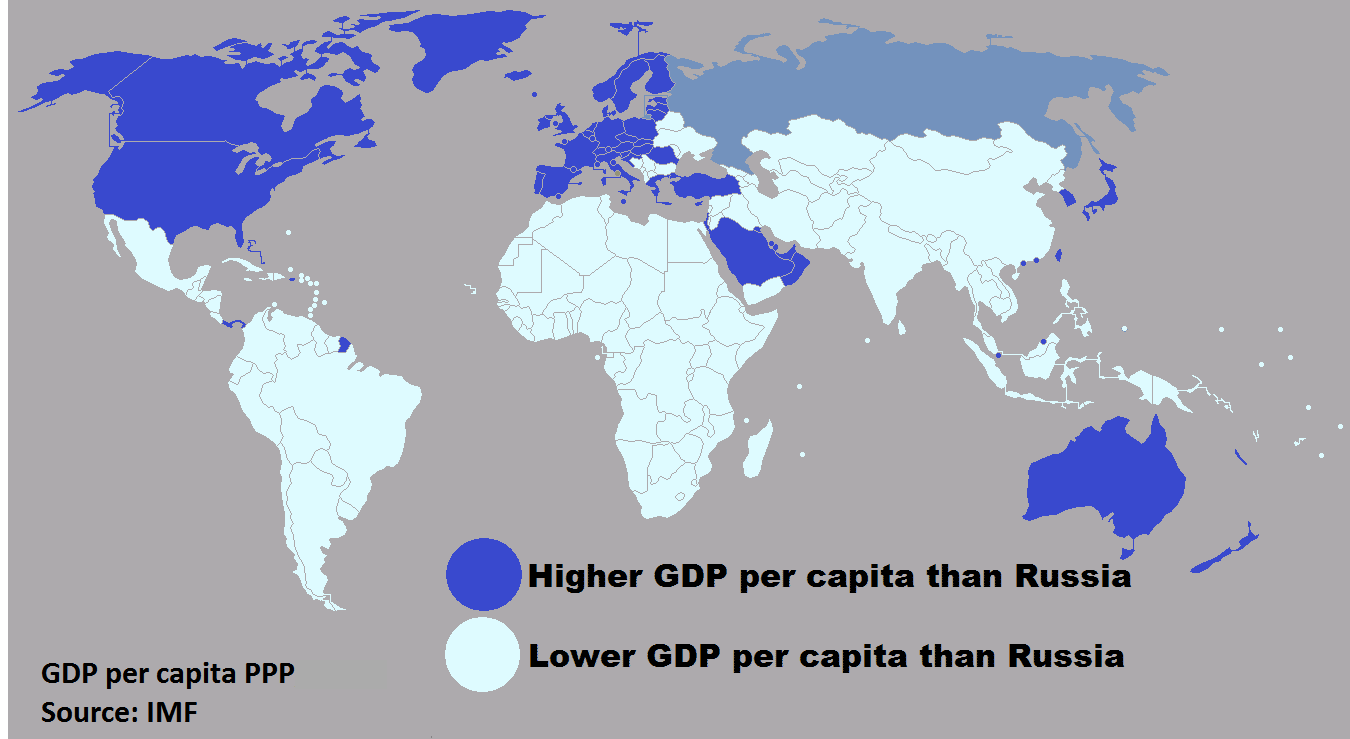
GDP per fő (PPP) alapján az országok összehasonlítása Oroszországgal.
Sötétkék: magasabb
Világos szín: alacsonyabb
(Forrás: IMF, 2017)
(Magyarországé csak enyhén magasabb, mint Oroszországé.)

### Feldolgozóipar
- vasércbányák: Urál, Nyugat-Szibéria;
- fémkohászat: Moszkva, Volga melléke;
- vaskohászati kombinátok: Magnyitogorszk, Novokuznyeck, Nyizsnyij Tagil, vasipar: Cserepovec, Lipeck, Taganrog, Novoszibirszk, Moszkva;
- színesfémkohászat: Urál, Szibéria, Távol-Kelet, Észak-Kaukázus;
- gépgyártás: Szentpétervár, Moszkva, Szverdlovszk, Novoszibirszk, Krasznojarszk, Cseljabinszk, Rosztov-na-Donu
- cellulózipar: Arhangelszk, Szentpétervár, Kalinyingrád, Vologda, Nyizsnyij Novgorod, Perm, Karélia;
- vegyipar: Bereznyiki, Voszkreszenszk, Szolikamszk, Kemerovo, Nyizsnyij Tagil, …;
- halfeldolgozás: Távol-Kelet, Jeges-tenger melléke, Kaszpi-tenger partja, Fekete-tenger melléke.

## Külkereskedelem
Oroszország 2023-ban a világ 18. legnagyobb exportőre, és 30. legnagyobb importőre volt. 2023-ban Oroszország 394 milliárd $ értékben exportált és 208 milliárd $ értékben importált, 186 milliárd $ többlettel. Az ország külkereskedelme Ázsia központú.
Az orosz exporttermékek legjelentősebb területei az ásványi termékek, fémipar és a nemesfémipar. A legjelentősebb kiviteli termékek a nyers kőolaj, finomított kőolaj, valamint a földgáz. Oroszország legjelentősebb exportországa Kína, ahova a teljes exportállomány több mint az egynegyede (32,7%) érkezik. 2018 és 2023 között, az export termékek közül az arany és a földgáz kivitele nőtt a legnagyobb mértékben, míg a legnagyobb visszaesést a finomított- és a nyers kőolaj szenvedték el. Az exportországok közül 2018 és 2023 között Kína és India aránya nőtt a legnagyobbat, míg a legnagyobb visszaesést Hollandia és Németország szenvedte el.
Az orosz importtermékek legjelentősebb területei a gépipar, vegyipar és a közlekedésipar. A legjelentősebb behozatali termékek a gépjárművek, gyógyszerek, valamint a műsorszóró berendezések. Oroszország legjelentősebb importországa Kína, ahonnan a teljes importállomány több mint a fele (53%) érkezik. 2018 és 2023 között, az import termékek közül a gépjárművek és a traktorok behozatala nőtt a legnagyobb mértékben, míg a legnagyobb visszaesést a gépjármű alkatrészek és tartozékok és a fűtőgépek szenvedték el. Az importországok közül 2018 és 2023 között Kína és Törökország aránya nőtt a legnagyobbat, míg a legnagyobb visszaesést Németország és Franciaország szenvedte el.

#### Termékek
Az ország tíz legnagyobb export- és importterméke a következő volt 2023-ban:
|     | Legnagyobb exporttermékek | Legnagyobb exporttermékek | Legnagyobb importtermékek          | Legnagyobb importtermékek |
| --- | ------------------------- | ------------------------- | ---------------------------------- | ------------------------- |
|     | Termék                    | Arány                     | Termék                             | Arány                     |
| 1.  | Nyers kőolaj              | 30,9%                     | Gépjárművek                        | 7%                        |
| 2.  | Finomított kőolaj         | 13,2%                     | Gyógyszerek                        | 4%                        |
| 3.  | Földgáz                   | 9,9%                      | Műsorszóró berendezések            | 3,7%                      |
| 4.  | Szénbrikett               | 6,9%                      | Traktorok                          | 1,9%                      |
| 5.  | Arany                     | 3,5%                      | Számítógépek                       | 1,8%                      |
| 6.  | Búza                      | 2,8%                      | Teherautók                         | 1,6%                      |
| 7.  | Nyers alumínium           | 1,8%                      | Gépjármű alkatrészek és tartozékok | 1,5%                      |
| 8.  | Platina                   | 1,7%                      | Építőipari járművek                | 1,4%                      |
| 9.  | Félkész vasak             | 1,7%                      | Gyógyászati alapanyagok            | 1,4%                      |
| 10. | Kálium-műtrágya           | 1,4%                      | Irodai gépalkatrészek              | 1,2%                      |

#### Országok
A fő országok, amelyekbe Oroszország exportált és amelyekből importált termékeket 2023-ban:
|     | Legnagyobb exportországok | Legnagyobb exportországok                               | Legnagyobb exportországok | Legnagyobb importországok | Legnagyobb importországok                                         | Legnagyobb importországok |
| --- | ------------------------- | ------------------------------------------------------- | ------------------------- | ------------------------- | ----------------------------------------------------------------- | ------------------------- |
|     | Ország                    | Termék                                                  | Arány                     | Ország                    | Termék                                                            | Arány                     |
| 1.  | Kína                      | Nyers kőolaj, szénbrikett, földgáz...stb.               | 32,7%                     | Kína                      | Gépjárművek, műsorszóró berendezések, traktorok...stb.            | 53%                       |
| 2.  | India                     | Nyers kőolaj, finomított kőolaj, szénbrikett...stb.     | 16,8%                     | Törökország               | Citrusfélék, gépjármű alkatrészek és tartozékok, pótkocsik...stb. | 5,2%                      |
| 3.  | Törökország               | Finomított kőolaj, szénbrikett, búza...stb.             | 7,9%                      | Németország               | Gyógyszerek, orvosi műszerek, gyógyászati alapanyagok...stb.      | 4,7%                      |
| 4.  | Kazahsztán                | Finomított kőolaj, nagy vascsövek, félkész vasak...stb. | 4,1%                      | Kazahsztán                | Urán, hengerelt vasak, vasérc...stb.                              | 4,7%                      |
| 5.  | Brazília                  | Finomított kőolaj, kálium- és nátrium műtrágya...stb.   | 2,8%                      | Olaszország               | Bőrcipők, női öltönyök, bor...stb.                                | 2,4%                      |
| 6.  | Hongkong                  | Arany, platina, gyémánt...stb.                          | 2,1%                      | Egyesült Arab Emírségek   | Műsorszóró berendezések, számítógépek, finomított kőolaj...stb.   | 2,2%                      |
| 7.  | Japán                     | Földgáz, szénbrikett, platina...stb.                    | 1,9%                      | India                     | Gyógyszerek, hengerelt acél lemezek, timföld...stb.               | 2%                        |
| 8.  | Üzbegisztán               | Finomított kőolaj, hengerelt vasak, fűrészelt fa...stb. | 1,7%                      | Lengyelország             | Gyógyszerek, borotvapengék, bőrcipők...stb.                       | 1,8%                      |
| 9.  | Egyesült Arab Emírségek   | Arany, gyémánt, finomított kőolaj...stb.                | 1,6%                      | Örményország              | Műsorszóró berendezések, gépjárművek, töményitalok...stb.         | 1,6%                      |
| 10. | Magyarország              | Földgáz, nyers kőolaj, urán...stb.                      | 1,6%                      | Üzbegisztán               | Pamut fonal, kötött pólók, gumírozott ruhák...stb.                | 1,5%                      |

## Oroszország gazdasága a 2008-as gazdasági válságot követő években

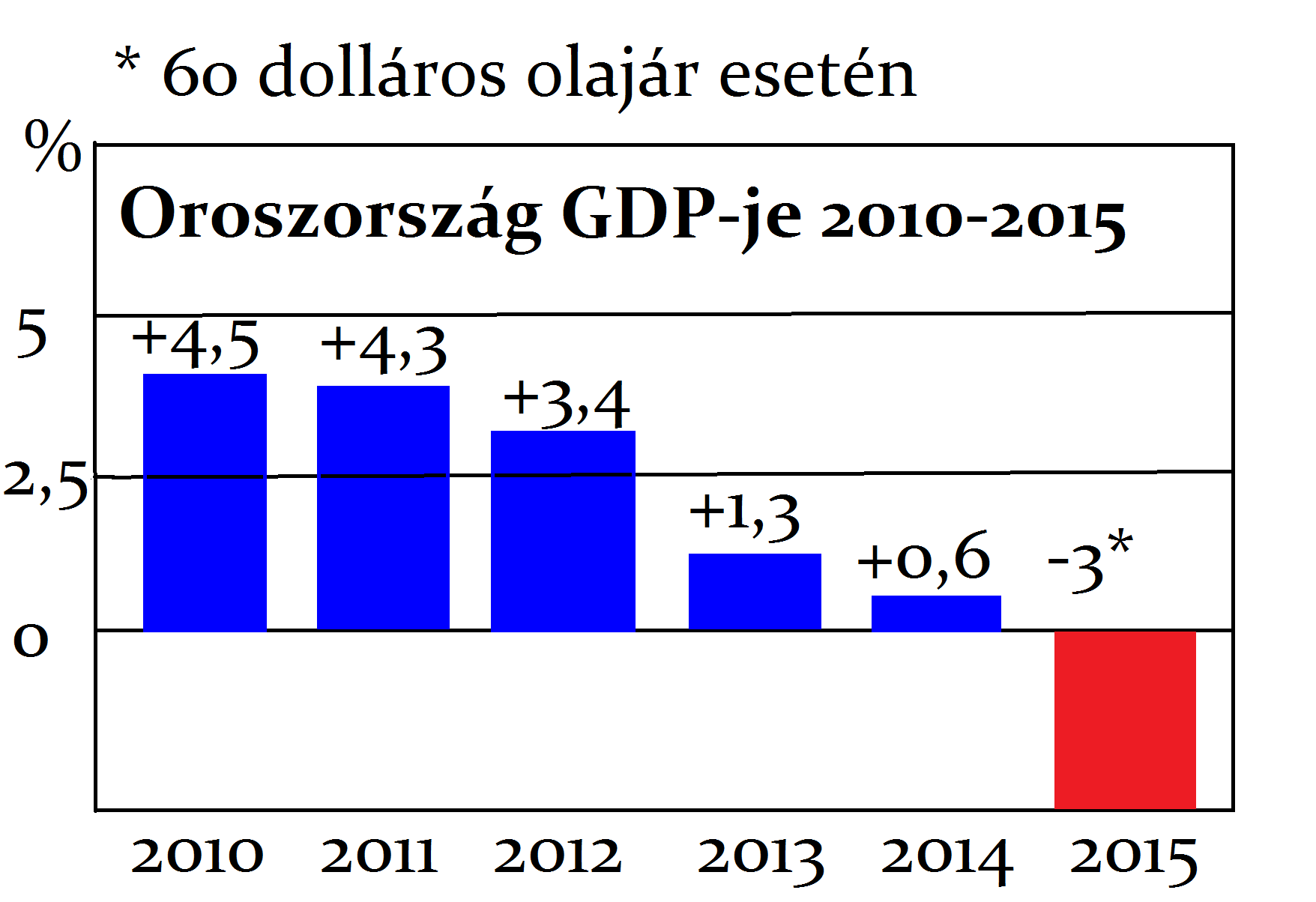
Oroszország GDPj-je 2010-2015 közt

A 2008-as gazdasági világválság miatt az orosz gazdaságot is visszaesés érte el. A válság utáni években az orosz gazdaság szerkezete miatt elsősorban a nyersanyagárak csökkenése okozta a legnagyobb gazdasági visszaesést, valamint szerepet játszanak a gazdaság visszaesésében a Kelet-ukrajnai háború és a nyugati országok által bevezetett gazdasági szankciók.

### Az orosz export
2013-ban Oroszország exportból származó bevételei 70 százalékban a kőolaj- és földgáz értékesítésre épültek. Az 527 milliárd dolláros exportbevételből csak 171 milliárd dollárnyi származott energia és nem energiakapcsolt exportból. 14% (73 milliárd dollár) származott földgáz értékesítéséből, 21% (109 milliárd dollár) származott finomított termékek értékesítéséből és 33% olajipari termékek értékesítéséből.
Az olajárak alakulása a költségvetésre is jelentős részben kihat, mivel 100 dolláros hordónkénti olajárhoz szabták az orosz költségvetés egyensúlyi állapotát.
Mivel a földgáz ára 6-9 hónapos késéssel követi az olaj világpiaci árának változásait, ezért 2015 május és augusztus között várható a földgáz árának csökkenése, amely a 2015-ös orosz költségvetést érintheti érzékenyen.

### Arany- és devizatartalékok változása
Az orosz arany- és devizatartalék 2014. október 17-ére 443,8 milliárd dollárra csökkent. Október tizedikén még 7,9 milliárd dollárral több volt az arany- és devizatartalék, azaz 450,7 milliárd dollár volt. Az egy héttel korábbi, azaz október 3-ai adat még 3 milliárd dollárral több volt, azaz 453,7 milliárd dollár.
| Az orosz arany- és devizatartalék alakulása |                                              |                       |                                           |
| Dátum                                       | Arany- és devizatartalék értéke (mrd dollár) | Változás (mrd dollár) | Változás az előző heti adathoz képest (%) |
| 2013. november                              | 524,3                                        | ---                   | --                                        |
| 2013. december                              | 509,6                                        | --                    | --                                        |
| 2014.10.03.                                 | 453,7                                        | --                    | --                                        |
| 2014.10.10.                                 | 450,7                                        | -3                    | -0,66                                     |
| 2014.10.17.                                 | 443,8                                        | -7,9                  | -1,75                                     |
| 2014.11.04.                                 | 421,4                                        | -                     | -                                         |
| 2014.11.14.                                 | 420,6                                        | --                    | --                                        |
| 2014.11.28.                                 | 420,6                                        | 0                     | 0                                         |
| 2014.12.05.                                 | 416,2                                        | -4,3                  | -1,05%                                    |
| 2014.12.18.                                 | 414,6                                        | --                    | --                                        |
| 2015.01.09.                                 | 386,2                                        | --                    | --                                        |
| 2015.01.16.                                 | 379,4                                        | -6,8                  | -1,76%                                    |
| 2015.01.30.                                 | 375,3                                        | -                     | -                                         |
| 2015.02.06.                                 | 374,7                                        | -1,6                  | -                                         |
| 2015.02.13.                                 | 368,3                                        | -6,4                  | -                                         |
| 2015.05.01.                                 | 358,5                                        | -                     | -                                         |

### Jegybanki alapkamat
Az orosz jegybanki alapkamat 2014-ben az év eleji 5,5%-ról október végére 9,5%-ra nőtt, azaz tíz hónap alatt 400 bázisponttal emelkedett. 2014 decemberének első hetében az orosz jegybank 9,5%-ról 10,5%-ra emelte a jegybanki alapkamatot.
2014. december közepén a jegybank 10,5 százalékról 17 százalékra emelte az orosz jegybanki alapkamatot.

### Devizaárfolyamok
| Dátum          | 1 USD/RUB | 1 EUR/RUB |
| -------------- | --------- | --------- |
| 2013. november | 32        | 43,12     |
| 2013. december | 32        | 43        |
| 2014. október  | 43        | 54,58     |
| 2014. november | 48,63     | 60,27     |
| 2014. december | 66        | 82        |

Az orosz rubel árfolyama az amerikai dollárral szemben egy év alatt 85 százalékot zuhant. 2014-ben az orosz jegybank több, mint 75 milliárd dollárt költött a rubel árfolyamának támogatására. 2014. januárja óta 95 százalékot esett a rubel értéke a dollárhoz képest.
A 2014 decemberében bekövetkezett orosz rubel árfolyamesés mélypontján az eurónként 100, dolláronként 80 rubelt kellett fizetni. Az orosz fizetőeszköz árfolyam két nap leforgása alatt (2014.12.15-12.16.) 20%-ot veszített értékéből a dollárral szemben.

## Fordítás
Ez a szócikk részben vagy egészben  az   Economy of Russia című angol Wikipédia-szócikk fordításán alapul.  Az eredeti cikk szerkesztőit annak laptörténete sorolja fel. Ez a jelzés csupán a megfogalmazás eredetét és a szerzői jogokat jelzi, nem szolgál a cikkben szereplő információk forrásmegjelöléseként.